# Friends of Israel Initiative
Friends of Israel Initiative (FOII) és un think tank internacional, per "buscar contrarestar els intents de deslegitimar l'Estat d'Israel i el seu "dret a viure" en pau dins de fronteres segures i defensables", iniciat i liderat per l'⁣expresident del govern espanyol i el líder del Partit Popular José María Aznar el 2010.

## Història
El FOII va ser cofundat per l'antic ambaixador republicà dels Estats Units a les Nacions Unides John Bolton, l'expresident del Senat italià de Forza Italia Marcello Pera, l'expresident de la República Txeca Václav Havel, l'expresident del Perú Alejandro Toledo i el multimilionari financer Robert Agostinelli. i el company del Partit Conservador Britànic, l'antic primer ministre d'Irlanda del Nord i guanyador del Premi Nobel de la Pau David Trimble.
El 19 de juliol de 2010 es va celebrar un acte de presentació pública a la Cambra dels Comuns britànica, organitzat per la Henry Jackson Society i el diputat Robert Halfon.
La Iniciativa dels Amics d'Israel es va reunir amb el president Shimon Peres el juliol de 2011 a Beit HaNassi a Jerusalem. La delegació comptava amb l'expresident del govern espanyol José María Aznar, l'⁣exambaixador dels EUA a les Nacions Unides John R. Bolton, el financer Robert Agostinelli i el premi Nobel de la Pau Lord David Trimble. El president va mantenir una reunió de treball amb la FII i va presentar una visió general de la situació a Israel i la regió en general.

## Propòsit
El propòsit declarat de la iniciativa és "buscar contrarestar els intents de deslegitimar l'Estat d'Israel i el seu dret a viure en pau dins de fronteres segures i defensables", utilitzan l'eslògan "Defensa per Israel, defensa per Occident". També organitza campanyes contra l'Iran, en particular amb relació al seu programa de desenvolupament d'armament nuclear.
Segons diversos mitjans, l'objectiu de la iniciativa és "reafirmar els valors occidentals", "treballar a favor del reconeixement del dret d'Israel a existir" i contrarestar les "crítiques antisemites" a Israel. Segons ABC News, la iniciativa es basa en la convicció que "La campanya contra Israel corroeix el sistema internacional des de dins, començant per les Nacions Unides".
José María Aznar ha afirmat que el FOII és de naturalesa no jueva i no està vinculat al govern israelià, i només els no jueus poden ser membres de la junta. Aznar creu que si Israel desaparegués, Europa s'enfrontaria directament a elements de l'islam radical.

## Principis
Els Amics d'Israel es basen en els principis següents:
1. Israel és un país occidental modern i pròsper amb un sistema polític liberal democràtic que funciona sota l'estat de dret, amb dret a ser tractat com a tal.
2. El dret d'Israel a existir no s'ha de qüestionar.
3. Israel, com a país sobirà, té dret a l'autodefensa.
4. Israel és un aliat d'Occident contra el terrorisme i defensor de l'herència cultural i moral judeocristiana i, per tant, "la lluita d'Israel és la nostra lluita".
5. La clau per acabar amb el conflicte israelià-palestí és que els palestins reconeguin Israel com la pàtria nacional legítima del poble jueu, i llavors les negociacions de bona fe tinguin possibilitats d'aconseguir l'èxit.
6. La propagació del fonamentalisme i el gihadisme islàmics i la perspectiva d'un programa nuclear de l'Iran són amenaces existencials per a l'estat d'Israel com per a la resta del món occidental.

## Fundadors
La iniciativa va ser fundada per:

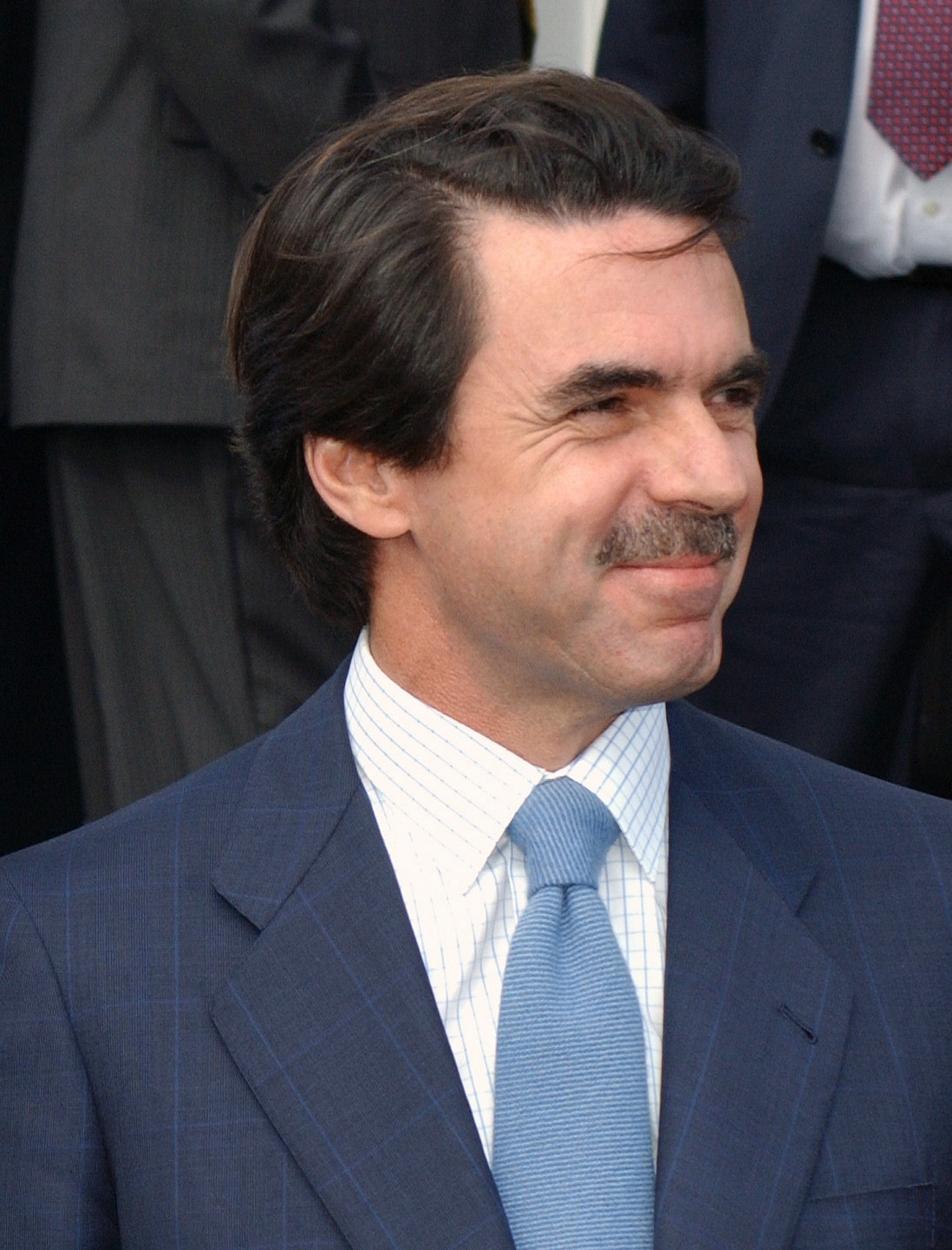
L'expresident del govern espanyol José María Aznar.

- José María Aznar, expresident del govern espanyol
- George Weigel, membre senuor del Centre d'Ètica i Política Pública
- Robert Agostinelli, fundador de Rhone Group
- Alejandro Toledo, expresident del Perú
- Václav Havel, expresident de la República Txeca
- Marcello Pera, expresident del Senat italià
- David Trimble, antic primer ministre d'⁣Irlanda del Nord i guanyador del Premi Nobel de la Pau
- Andrew Roberts, historiador
- John R. Bolton, ambaixador dels EUA
- Carlos Bustelo, exministre d'Indústria espanyol
- Fiamma Nirenstein, vicepresidenta de la Comissió d'Afers Exteriors de la Cambra de Diputats italiana
- George Weidenfeld, editor i membre de la Cambra dels Lords

## Organització i finançament
FOII té la seu a Madrid, però també té una organització benèfica registrada al Regne Unit.
La Iniciativa Amics d'Israel ha estat finançada per una dotzena de donants privats d'Espanya, Amèrica, Israel, França, Itàlia i Gran Bretanya. I té un pressupost de treball de gairebé 1 milió de lliures a l'any.